# Brněnské podzemí
Brněnské historické podzemí je komplex tunelů v podzemí města Brna, od roku 2010 probíhá projekt zpřístupnění podzemí. Součástí komplexu postupně otevíraných prostor v brněnském podzemí jsou Mincmistrovský sklep a sklepy Nové radnice na Dominikánském náměstí, Labyrint pod Zelným trhem a zpřístupněná kostnice pod kostelem svatého Jakuba na Jakubském náměstí. 

## Mincmistrovský sklep
Sklepy v domě mincmistrů byly objeveny při průzkumech v roce 1999, poprvé byly otevřeny v roce 2007, o tři roky později byly k prostorům mincmistrovského sklepa připojeny sklepy Nové radnice.

## Labyrint pod Zelným trhem
V roce 2011 byly otevřeny sklepy pod Zelným trhem, prohlídková trasa začíná v domě na Zelném trhu čp. 21, sklepy vznikaly od středověku, kdy nejvíce jich bylo vybudováno v barokní době, později byly spojeny a staticky zajištěny. V roce 2009 proběhla komplexní rekonstrukce sklepních prostorů a byly spojeny dalšími chodbami. V roce 2011 pak byly zpřístupněny veřejnosti. Prostory sklepů probíhají od spodní části náměstí až po Malý Špalíček.

## Kostnice kostela svatého Jakuba
Prostory kostnice byly objeveny v roce 2001, zpřístupněny pak byly v roce 2012. Pod dlažbou kostela byla pro účely uskladnění kosterních ostatků z hřbitova u kostela sv. Jakuba připravena tříkomorová krypta, v 18. století začaly být kosterní ostatky skladovány do pravidelné hranice. V roce 1741 byla kostnice rozšířena směrem pod někdejší hřbitov a byla napojena na kostelní kryptu.

## Řečkovické podzemí
Počátky řečkovického podzemí sahají do 17. století. Pivo se v něm přestalo vařit na konci 19. století. Během 20. století se prostory využívaly jako protiletecký kryt nebo jako sklad.